# 晏朝
晏朝（1814年）为中国清朝时期反清领袖朱毛俚的年号。

## 公元纪年对照表
| 晏朝 | 元年   |
| ---- | ------ |
| 公元 | 1814年 |
| 干支 | 甲戌   |

## 同期存在的其他政权年号
- 中國
  - 嘉庆（1796年－1820年）：清朝—嘉庆帝顒琰之年号
- 越南
  - 嘉隆（1802年－1820年）：阮朝—阮世祖阮福映之年号
- 日本
  - 文化（1804年－1818年）：光格天皇、仁孝天皇之年號

## 參看
- 中国年号列表